# Roel van Helden
Roel van Helden (született 1980. szeptember 2-án) holland zenész, aki leginkább a Powerwolf német power metal zenekar dobosaként ismert.

## Karrier
Játszott a DVPLO, a Gramoxone, Marcel Coenen, a My Favorite Scar, a Subsignal és a Sun Caged együttesekben. Jelenleg a Powerwolf, a Delphian, a Lites over Fenix és a System Pilot zenekarokban játszik.
Tom Diener helyére érkezett a Powerwolfhoz 2011-ben.
2012. október 25-én jelent meg debütáló szólóalbuma, az RvH.

## Diszkográfia

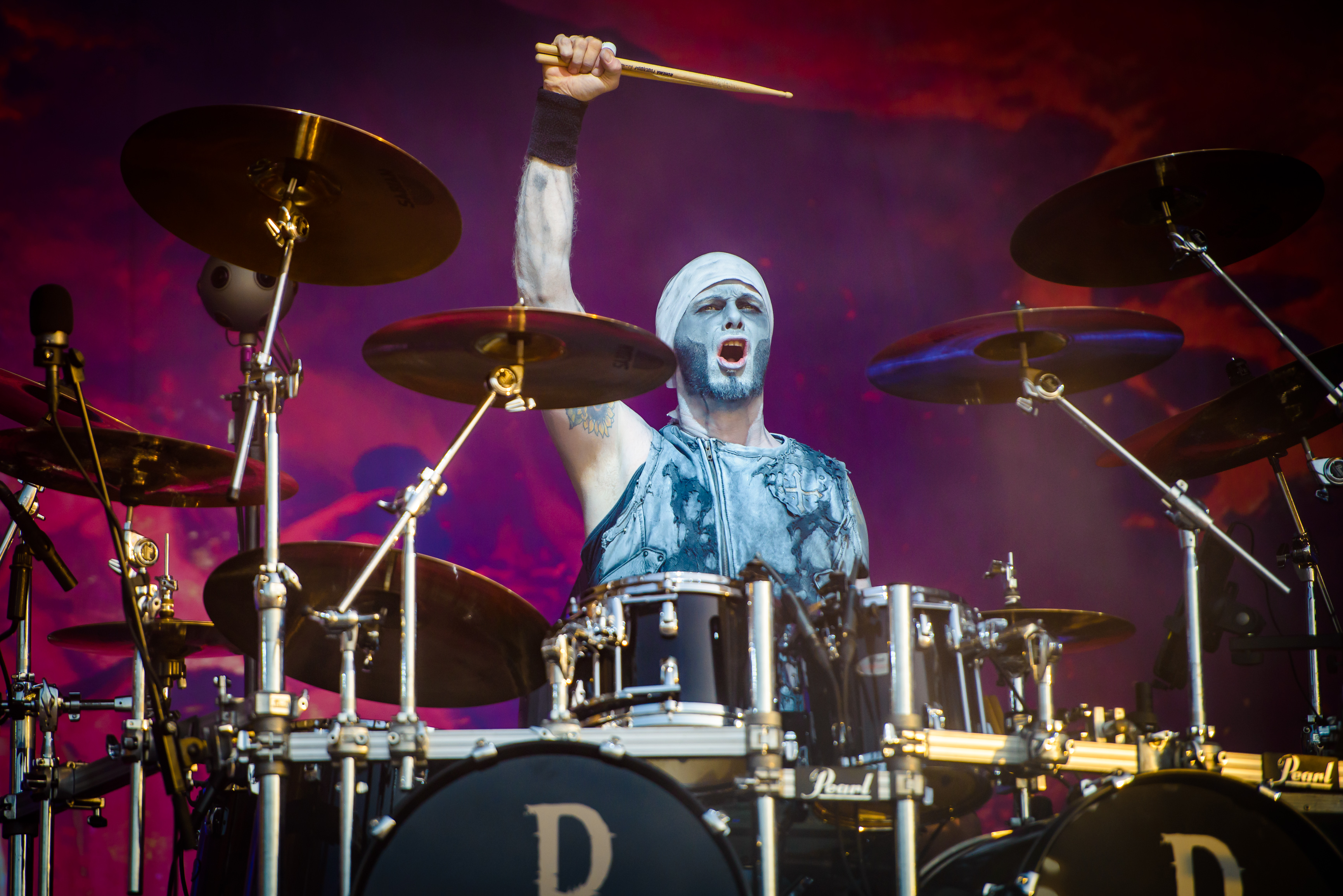
Van Helden egy 2019-es fellépésen

- RvH (2012)

### A Powerwolf zenekarral
- Blood of the Saints (2011)
- Preachers of the Night (2013)
- Blessed & Possessed (2015)
- The Sacrament of Sin (2018)
- Call of the Wild (2021)
- Interludium (2023)
- Wake Up the Wicked (2024)

### A Delphian zenekarral
- Demo (2004)
- Oracle (2005)
- Unravel (2007)

### A Lites over Fenix zenekarral
- From Dust E.P. (2008)

### A DVPLO
- Demo #1 (1998)
- Promo '98 (1998)
- Demo #2 (1999)
- Peaceful Easy End (2000)

### A Subsignal zenekarral
- Beautiful & Monstrous (2009)
- Touchstones (2011)

### A Sun Caged zenekarral
- Artemisia (2007)
- The Lotus Effect (2011)

## Fordítás
Ez a szócikk részben vagy egészben  a   Roel van Helden című angol Wikipédia-szócikk ezen változatának fordításán alapul.  Az eredeti cikk szerkesztőit annak laptörténete sorolja fel. Ez a jelzés csupán a megfogalmazás eredetét és a szerzői jogokat jelzi, nem szolgál a cikkben szereplő információk forrásmegjelöléseként.